# Kulklocka
En kulklocka är ett ur som drivs av en fjäder eller ett lod och regleras av en kula som rullar i zigzag över en platta av mässing och utlöser en vippimpuls som vrider fram minutvisaren. Den tillskrivs uppfinnaren William Congreve som patentsökte den år 1808.

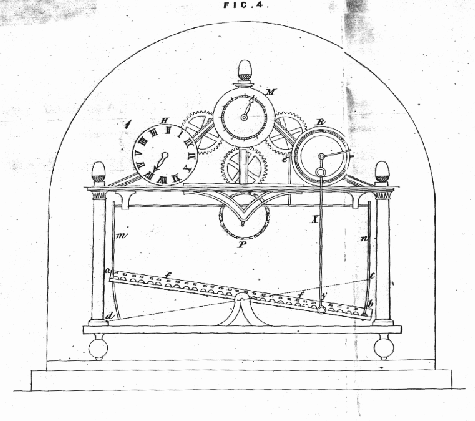
Ritning av Congreves kulklocka från pantentansökningen 1808.

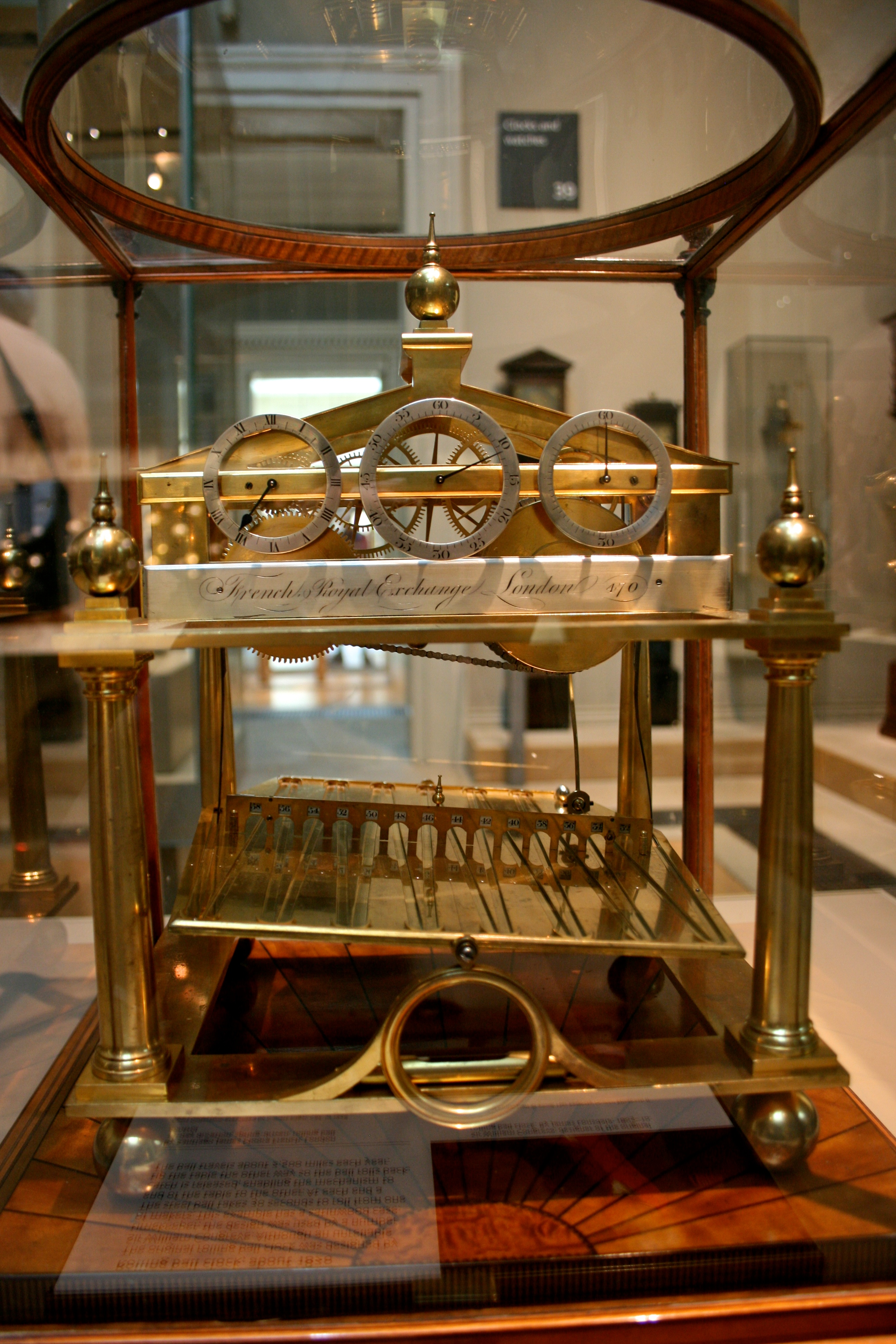
En kulklocka från 1820 utställd på British Museum.

Congreve var inte den första som konstruerade en kulklocka. National Museum of Scotland har ett fungerande exemplar från 1804 och både Nicolas Grollier de Servière och Johann Sayller konstruerade liknande klockor på 1600-talet.
Kulklockor är inte lika exakta som samtida pendelur eftersom kulans hastighet påverkas av smuts och damm i spåret på metallplattan. En avvikelse på upp till 15 minuter per dygn är inte ovanlig.